# Loose Talk (banda)
Os ex-membros da banda Anberlin, o baixista Deon Rexroat e guitarrista/backing vocal Christian McAlhaney formaram uma banda chamada Loose Talk. O também ex-baterista do Anberlin, Nathan Young, forneceu a bateria para o primeiro EP da banda.

## História
Loose Talk é uma das bandas underground da atualidade. A dupla baseada em St. Petersburg, Flórida, começou a construir um culto seguindo o rock and roll puro. Longe de serem famosos, eles não estão fazendo discos de ouro, mas o som do rock tem algo especial. Christian McAlhaney e Deon Rexroat nem sempre fizeram parte do underground da indústria musical. Como ex-guitarrista e ex-baixista (respectivamente) da banda Anberlin, McAlhaney e Rexroat são veteranos, acostumados a fazer shows para milhões em todo o mundo.

## Discografia

### Iron Heel EP ― (2020)
1. Iron Heel
2. I Got a Name
3. Another Place
4. Swim Like Stones (feat. Geri X)

### EP ― (2016)
1. Time Is Not On Your Side
2. Break The Boy
3. Goin' Down South
4. Old Bonds